# Cerisy-la-Salle
 Cerisy-la-Salle  es una población y comuna francesa, situada en la región de Baja Normandía, departamento de Mancha, en el distrito de Coutances. Es la cabecera y mayor población del cantón de su nombre.

## Demografía
| 1194 | 1173 | 1074 | 1031 | 966 | 912 | 1004 | 937 |
| Para los censos de 1962 a 1999 la población legal corresponde a la población sin duplicidades (Fuente: INSEE [Consultar]) |      |      |      |     |     |      |     |